# 土居弘輝
土居 弘輝（どい こうき、5月31日 - ）は、日本の俳優。大阪出身。
放映新社を経て、現在はOffice-Ryu、Dragon VICTORY'sに所属。第二制作部チーフも務める。

## 人物
- 無類のお寿司好き。
- 夏フェスが大好きで、プライベートでもフェスTシャツを着用していることが多い。
- ガガガSPやサンボマスターが好き。

## 主な出演

### 映画
- 男たちの大和（2005年） - 第7分隊機銃座第2班二等兵曹 役
- バルトの楽園（2006年） - 木島二等兵 役
- 三丁目の夕日
- ナノハナ（2007年） - 山下浩一 役
- 朝日よ。昇れ!!（2002年）
- クローズZERO（2007年）
- 新宿インシデント（2008年）

### ドラマ
- 科捜研の女
- ズームイン!
- 愛しのファミーユ （2007年、KBS） - 東 役

### Vシネ
- 誇り高き野望

### 舞台
- マクベス（2005年） - 兵士 役
- 【YANAGITA】（2007年、京都・三条 ART COMPLEX 1928）

### その他
- 関西一週間
- 八つ墓村 - 多治見要蔵 役